# Kyselovice
Kyselovice é uma comuna checa localizada na região de Zlín, distrito de Kroměříž.